# Liste der Biografien/Doe
Liste der Biografien |
Portal Biografien |
Personensuche
# |
A |
B |
C |
D |
E |
F |
G |
H |
I |
J |
K |
L |
M |
N |
O |
P |
Q |
R |
S |
T |
U |
V |
W |
X |
Y |
Z |
?
 
Da |
Db |
Dc |
Dd |
De |
Dg |
Dh |
Di |
Dj |
Dk |
Dl |
Dm |
Dn |
Do |
Dq |
Dr |
Ds |
Du |
Dv |
Dw |
Dy |
Dz
 
Doa |
Dob |
Doc |
Dod |
Doe |
Dof |
Dog |
Doh |
Doi |
Doj |
Dok |
Dol |
Dom |
Don |
Doo |
Dop |
Doq |
Dor |
Dos |
Dot |
Dou |
Dov |
Dow |
Dox |
Doy |
Doz
Die Liste der Biografien führt alle Personen auf, die in der deutschsprachigen Wikipedia einen Artikel haben. Dieses ist eine Teilliste mit 233 Einträgen von Personen, deren Namen mit den Buchstaben „Doe“ beginnt.

## Doe
- Doe (* 1988), US-amerikanischer Pop- und R&B-Musiker
- Doe B (1991–2013), US-amerikanischer Rapper
- Doe, Charlie (1898–1995), US-amerikanischer Rugby-Union-Spieler
- Doe, Emmanuel Jugbe (* 1996), liberianischer Fußballspieler
- Doe, George Eric Kwabla (* 1927), ghanaischer Diplomat
- Doe, Jens A. (1891–1971), US-amerikanischer Offizier, Generalmajor der US-Army
- Doe, John (* 1954), US-amerikanischer Sänger, Songwriter, Gitarrist, Bassist und Schauspieler
- Doe, Kieran (* 1981), neuseeländischer Triathlet
- Doe, Long Beach Jane († 1974), Mordopfer
- Doe, Nicholas B. (1786–1856), US-amerikanischer Jurist und Politiker
- Doe, Samuel K. (1951–1990), liberianischer Politiker, Präsident (1980–1990)Samuel K. Doe (1951–1990)

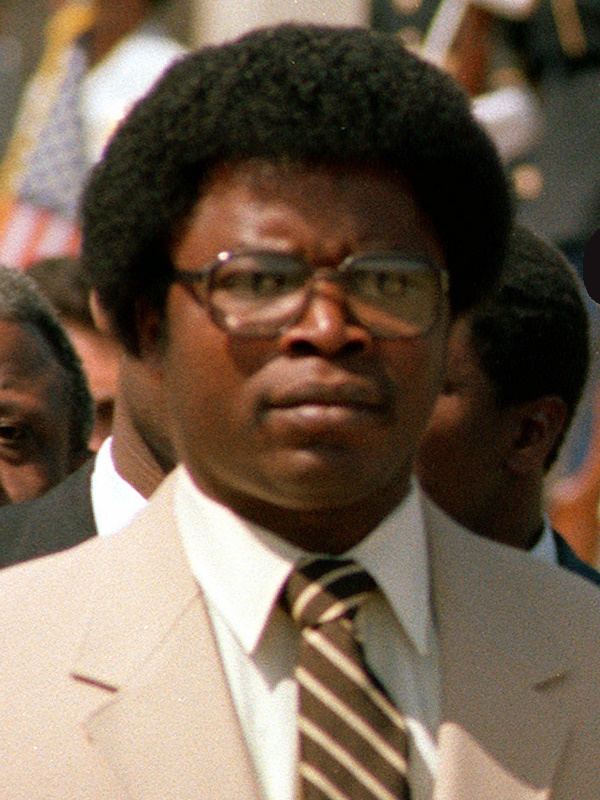
Samuel K. Doe (1951–1990)

- Doe, Thomas (1912–1969), US-amerikanischer Bobfahrer

### Doeb
- Doebbecke, Conrad (1889–1954), deutscher Jurist und Kunstsammler
- Doebber, Adolph (1848–1920), deutscher Architekt, Baubeamter und Architekturhistoriker
- Doebbler, Curtis (* 1961), US-amerikanischer Rechtsanwalt und Rechtswissenschaftler
- Doebel, Johannes (1835–1908), deutscher Politiker und Versicherungsfachmann
- Doebeli, Johann Othmar (1874–1922), Schweizer Maler
- Doebeling, Wolfgang (* 1950), deutscher Journalist und Radiomoderator
- Doeberitz, Johann Heinrich Albert von (1738–1811), preußischer Generalmajor im Infanterieregiment Nr. 18
- Doeberl, Michael (1861–1928), deutscher Landeshistoriker Bayerns
- Doebler, Erhard (1882–1919), evangelisch-lutherischer Pastor, Märtyrer in Lettland
- Doebler, Fritz (* 1921), deutscher Fußballspieler
- Doebley, John (* 1952), US-amerikanischer Genetiker und Botaniker
- Doeblin, Jürgen (* 1946), deutscher Politiker (FDP), MdL
- Doeblin, Salomon (1864–1945), deutscher Arzt und Sanitätsoffizier
- Doebner, Heinz-Dietrich (1931–2022), deutscher Physiker
- Doebner, Hildegard (1928–2000), deutsche Folkmusik-Managerin, Veranstalterin, Gründerin und Betreiberin des Folkclub Witten
- Doebner, Oskar (1850–1907), deutscher Chemiker
- Doebner, Richard (1852–1911), deutscher Archivar
- Doebner, Theodor (1875–1942), deutscher Maler

### Doec
- Doechii (* 1998), US-amerikanische Rapperin und SängerinDoechii (* 1998)

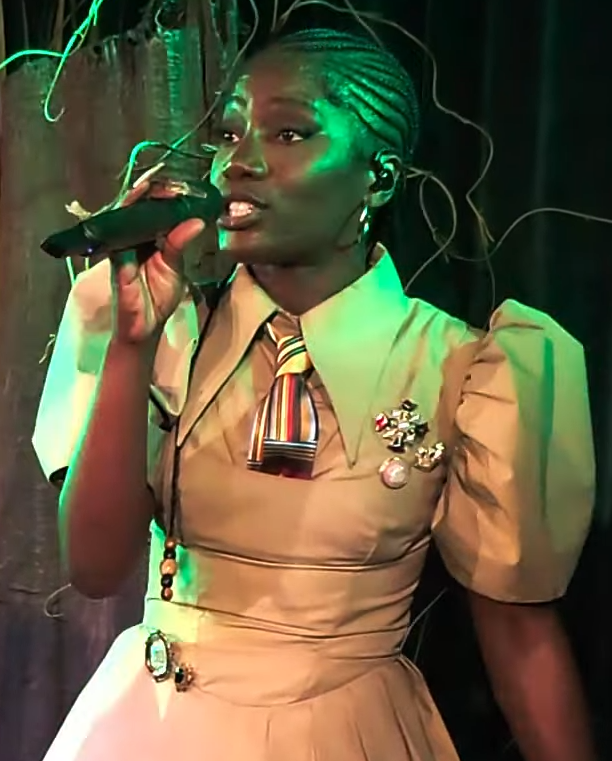
Doechii (* 1998)

### Doed
- Doede, Werner (1904–2000), deutscher Grafiker, Maler, Kunsthistoriker, Kurator, Autor und Hochschullehrer
- Doedens, Ferry (* 1990), niederländischer Schauspieler und Sänger
- Doedes, Jacobus Isaac (1817–1897), niederländischer reformierter Theologe
- Doedes, Lambertus (1878–1955), niederländischer Segler

### Doef
- Doeff, Hendrik (1777–1835), holländischer Unternehmer

### Doeg
- Doeg, John (1908–1978), US-amerikanischer Tennisspieler
- Doege, Eberhard (1910–1999), deutscher Jurist und Politiker (NSDAP, CDU)
- Doege, Julia (* 1978), deutsche Schauspielerin
- Doege, Leonie (* 1999), deutsche Fußballtorhüterin
- Doege, Ronald (* 1968), deutscher Politiker (SPD), MdL
- Doege-Schellinger, Brigitte (* 1938), deutsche Designerin, Farbberaterin und Malerin
- Doegen, Wilhelm (1877–1967), deutscher Sprachwissenschaftler

### Doeh
- Doehle, Heinrich (1883–1963), deutscher Staatsbeamter
- Doehlemann, Max (* 1970), deutscher Komponist, Pianist, Musikproduzent
- Doehler, Christian (1924–2004), deutscher Journalist
- Doehler, Gottfried (1863–1943), deutscher Germanist und Schriftsteller
- Doehler, Richard (1865–1935), evangelischer Pfarrer und Historiker
- Doehm, Wolfgang (1934–2010), deutscher Graveur
- Doehn, Bruno (1866–1924), deutscher Reichsgerichtsrat
- Doehn, Manfred (1938–2013), deutscher Anaesthesiologe
- Doehn, Rudolf (1821–1895), deutscher Schriftsteller
- Doehner, Herbert (1899–1985), deutscher Hochschullehrer für Tierzucht und Wollkunde
- Doehner, Werner (1929–2019), letzter Überlebende der „Hindenburg“-Katastrophe
- Doehnert, Rodica (* 1960), deutsche Drehbuchautorin
- Doehring, André (* 1973), deutscher Musikwissenschaftler
- Doehring, Bruno (1879–1961), evangelischer Theologe und Politiker (DNVP), MdR
- Doehring, Jim (* 1962), US-amerikanischer Kugelstoßer
- Doehring, Johannes (1908–1997), deutscher evangelischer Theologe
- Doehring, Karl (1919–2011), deutscher Rechtswissenschaftler

### Doek
- Doekhi, Danilho (* 1998), niederländischer Fußballspieler

### Doel
- Doel, Erik van den (* 1979), niederländischer Schachgroßmeister
- Doeleman, Johan Hendrik (1848–1913), niederländischer Landschaftsmaler, Aquarellist und Zeichner
- Doeleman, Shep (* 1967), US-amerikanischer Radioastronom
- Doelk, Ora (1893–1984), deutsche Ausdruckstänzerin und Choreografin
- Doelker, Christian (1934–2020), Schweizer Kommunikationswissenschaftler
- Doelker, Verena (1932–2018), schweizerische Abteilungsleiterin beim Schweizer Fernsehen
- Doell, Kevin (* 1979), kanadischer Eishockeyspieler
- Doell, Paula (1900–1983), deutsche Opernsängerin und Politikerin (CDU), MdL
- Doell, Richard (1893–1950), deutscher Musikpädagoge und Kirchenmusiker
- Doell, Richard (1923–2008), US-amerikanischer Geophysiker
- Doelle, Ferdinand (1875–1935), deutscher Franziskaner, Herausgeber und Historiker seines Ordens
- Doelle, Franz (1883–1965), deutscher Militärkapellmeister und Komponist
- Doellman, Justin (* 1985), US-amerikanisch-kosovarischer Basketballspieler
- Doelter, Cornelio August (1850–1930), österreichischer Mineraloge, Petrograph, Vulkanologe, Chemiker und Hochschullehrer
- Doelter, Eleonore (1855–1937), österreichische Grafikerin und Malerin
- Doeltz, Friedrich (1823–1894), deutscher Architekt und hannoverscher bzw. preußischer Baubeamter

### Doem
- Doeme, Oliver Dashe (* 1960), nigerianischer Priester, Bischof von Maiduguri
- Doemens, Alexander (1895–1966), deutscher Verwaltungsjurist
- Doemland, Ed (1938–2012), US-amerikanischer Komponist, Organist, Jazzpianist und Perkussionist
- Doemming, Eugen von (1848–1910), preußischer Generalmajor
- Doemming, Klaus-Berto von (1915–1993), deutscher Jurist und Ministerialbeamter, Staatssekretär in Rheinland-Pfalz
- Doemming, Richard von (1845–1905), preußischer Landrat

### Doen
- Doen, Shūhei (* 1990), japanischer Fußballspieler
- Doench, Sunny (* 1972), US-amerikanische Schauspielerin und Musikerin
- Doenecke, Hellmut (1900–1976), deutscher Tierarzt und Hochschullehrer
- Doenecke, Werner (1902–1970), deutscher Jurist und Lokalpolitiker
- Doenges, Paula (1874–1931), deutsche Opernsängerin (Sopran)
- Doenges, Willy (1866–1932), deutscher Kunsthistoriker, Journalist und Verleger
- Doenicke, Alfred (1928–2021), deutscher Anästhesiologe und Hochschullehrer
- Doens, Koen, belgischer hoher EU-Beamter
- Doenst, Eline (* 2006), deutsche Schauspielerin
- Doenst, Torsten (* 1969), deutscher Herzchirurg, Forscher und Hochschullehrer
- Doent, Alexander (* 1968), österreichischer Autor und Komponist

### Doep
- Doepfner, Paula (* 1980), deutsche zeitgenössische Künstlerin
- Doepke, Christian (* 1966), deutscher Komponist und Jazzpianist
- Doeplah, Patrick (1990–2011), liberianischer Fußballspieler
- Doepler, Carl Emil (1824–1905), deutscher Maler, Buchillustrator, Kostümbildner
- Doepler, Emil (1855–1922), deutscher Maler, Kunstgewerbler, Grafiker, Heraldiker und FachschullehrerEmil Doepler (1855–1922)

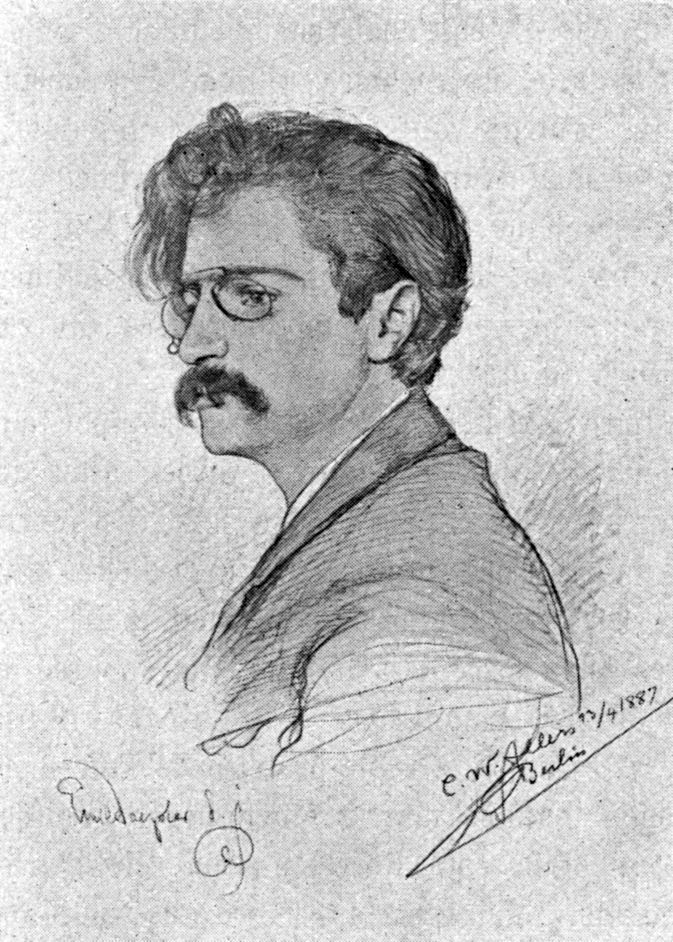
Emil Doepler (1855–1922)

- Doepner, Friedrich (1893–1965), deutscher Politiker (GB/BHE, FDP), MdL

### Doer
- Doer, Bruno (1905–1968), deutscher Althistoriker
- Doer, Gary (* 1948), kanadischer Politiker und Diplomat
- Doera, Isak (1931–2012), indonesischer Geistlicher, römisch-katholischer Bischof von Sintang
- Doerdelmann, Bernhard (1930–1988), deutscher Verlagsdirektor, Lyriker, Erzähler, Hörfunkautor und Lektor
- Doerell, Ernst Gustav (1832–1877), böhmischer Maler der Romantik
- Doerell, Ernst Gustav (1892–1963), deutsch-österreichischer Agrarwissenschaftler und Hochschulprofessor an der TU Prag
- Doerenkamp, Wilhelm (1882–1972), deutscher Unternehmer der Pharmazeutischen Industrie
- Doerfel, Aldéric (1949–2021), luxemburgischer Fechter
- Doerfel, Rudolf (1855–1938), österreichischer Ingenieur und Hochschullehrer
- Doerfer, Achim (* 1965), deutscher Jurist und Publizist
- Doerfer, Gerhard (1920–2003), deutscher Turkologe und Altaist, Professor an der Universität Göttingen
- Doerfert, Hans-Joachim (* 1944), deutscher Manager
- Doerffel, Klaus (1925–1995), deutscher analytischer Chemiker
- Doerffer, Jerzy (1918–2006), polnischer Ingenieur und Hochschullehrer, Rektor der Technischen Universität Danzig
- Doerffer, Johann Jacob (1711–1774), Hofgerichtsadvokat und Konsistorialrat in Königsberg und Großvater des Dichters E. T. A. Hoffmann
- Doerfler, Hans (1863–1942), deutscher Chirurg
- Doerfler, John (* 1964), US-amerikanischer Geistlicher und römisch-katholischer Bischof von Marquette
- Doerfler, Theodor (1869–1938), deutscher Jurist und Politiker
- Doerfler, Walter (* 1933), deutscher Virologe und Genetiker
- Doergens, Hermann (1832–1879), deutscher Historiker
- Doergens, Richard (1839–1901), deutscher Geodät und Hochschullehrer
- Doerig, Roswitha (1929–2017), Schweizer Kunstmalerin
- Doering, Adolfo (1848–1925), deutsch-argentinischer Chemiker, Geologe und Zoologe
- Doering, Alexander (* 1974), deutscher Synchronsprecher und Schauspieler
- Doering, Christian (* 1981), deutscher Rugby-Nationalspieler
- Doering, Christoph (* 1953), deutscher Experimentalfilmer, Performancekünstler und Maler
- Doering, Detmar (* 1957), deutscher Philosoph und Publizist
- Doering, Dieter (1930–2010), deutscher Diplomat und Botschafter der DDR
- Doering, Ferdinand von (1792–1877), preußischer Generalmajor
- Doering, Hagen (* 1971), deutscher Boxer und Boxfunktionär
- Doering, Hans (1871–1946), deutscher Chirurg und Hochschullehrer
- Doering, Hans Georg von (1866–1921), deutscher Offizier und Kolonialbeamter
- Doering, Heinz (1894–1971), deutscher Jurist und Landrat
- Doering, Lothar (* 1950), deutscher Handballspieler
- Doering, Lutz (* 1966), deutscher evangelischer Theologe und Judaist
- Doering, Manja (* 1977), deutsche Synchronsprecherin und Schauspielerin
- Doering, Oskar (1858–1936), deutscher Kunsthistoriker
- Doering, Rainer (* 1957), deutscher Schauspieler und Synchronsprecher
- Doering, Sabine (* 1961), deutsche Literaturwissenschaftlerin
- Doering, Stephan (* 1966), deutscher Psychiater, Psychotherapeut und Psychoanalytiker
- Doering, Uwe (* 1953), deutscher Politiker (SEW, PDS, Die Linke), MdA
- Doering, Valentin (1941–2023), deutscher katholischer Geistlicher
- Doering, Wilhelm von (1791–1866), preußischer Generalleutnant
- Doering, Wilhelm von (1819–1870), preußischer Generalmajor
- Doering, William von Eggers (1917–2011), US-amerikanischer Chemiker
- Doering-Manteuffel, Anselm (* 1949), deutscher Historiker
- Doering-Manteuffel, Robert (* 1905), deutscher Dramaturg und NSDAP-Funktionär
- Doering-Manteuffel, Sabine (* 1957), deutsche Volkskundlerin
- Doerk, Alexandra (* 1968), deutsche Theaterschauspielerin, Komikerin, Sängerin, Hörspiel- und Synchronsprecherin
- Doerk, Chris (* 1942), deutsche Schlagersängerin, Schauspielerin und MalerinChris Doerk (* 1942)

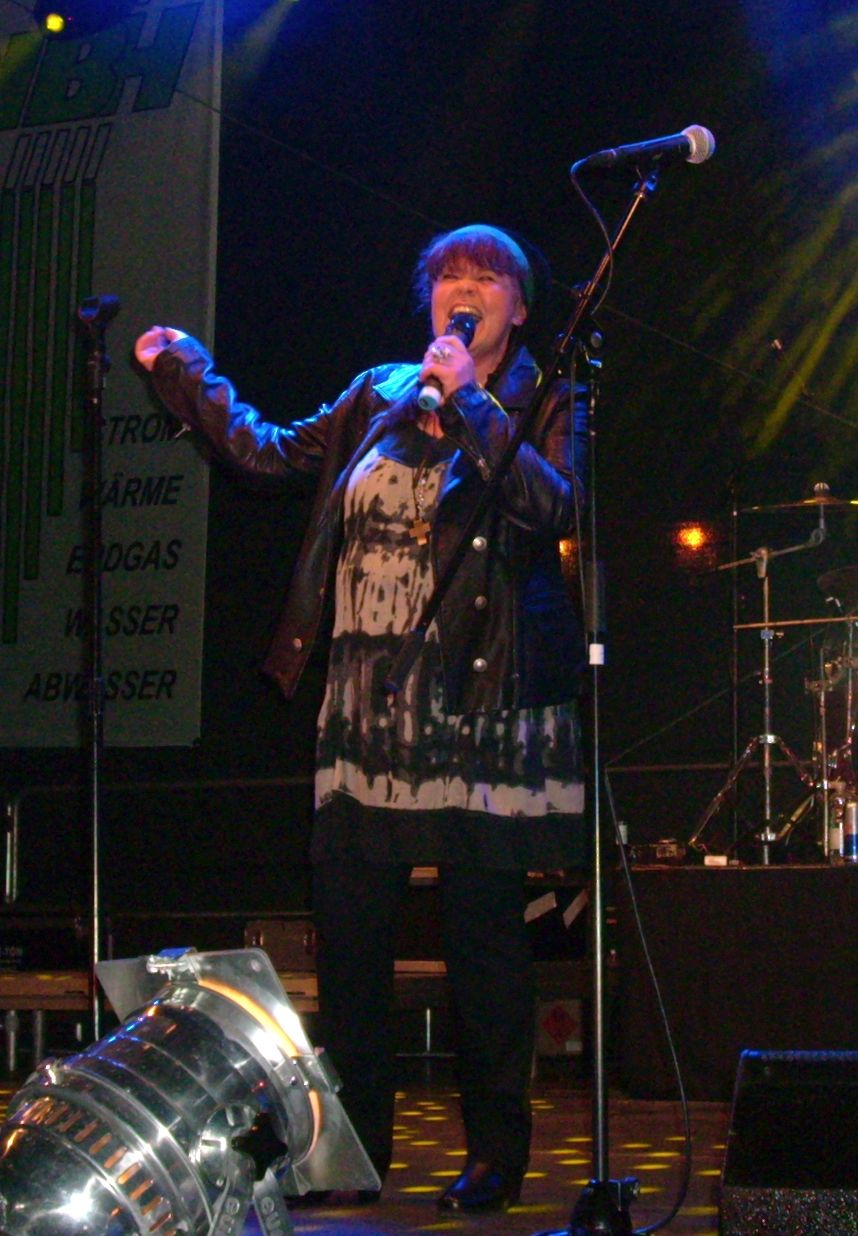
Chris Doerk (* 1942)

- Doerk, Eduard Moritz (1792–1867), deutscher Jurist und Mitglied der Preussischen Nationalversammlung
- Doerks, Jan-Friedrich (* 2001), deutscher Skilangläufer
- Doerksen, Brian (* 1965), kanadischer Musiker im Bereich Lobpreis
- Doerksen, Franz (1860–1930), deutscher Landwirt und Politiker (MFP), MdR
- Doerksen, Gerhard (1890–1989), preußischer Verwaltungsjurist und Landrat
- Doerksen, Heather (* 1980), kanadische Schauspielerin und Synchronsprecherin
- Doerksen, Jacob (* 1987), kanadischer Basketballspieler
- Doermer, Christian (1935–2022), deutscher Schauspieler, Regisseur und Autor
- Doermer, Ludwig (1877–1952), deutscher Pädagoge und Landesschulrat
- Doernach, Rudolf (1929–2016), deutscher Architekt, Bioarchitekt, Landwirt und Biotekt
- Doernberg, Ferdy (* 1967), deutscher Sänger-Songwriter, Keyboarder und Gitarrist
- Doernberg, Martin (1920–2013), deutscher evangelischer Pfarrer, Geiger und Musiker
- Doernberg, Stefan (1924–2010), deutscher Historiker und Diplomat
- Doerne, Martin (1900–1970), deutscher lutherischer Theologe auf dem Gebiet des Neuluthertums
- Doerner, Adolf (1892–1964), deutscher Maler
- Doerner, Josefine (1895–1968), deutsche Politikerin
- Doerner, Karl (1903–1987), deutscher Rechtsanwalt
- Doerner, Luke (* 1979), australischer Hockeyspieler
- Doerner, Max (1870–1939), deutscher Maler und Restaurator
- Doerr, Anthony (* 1973), amerikanischer SchriftstellerAnthony Doerr (* 1973)

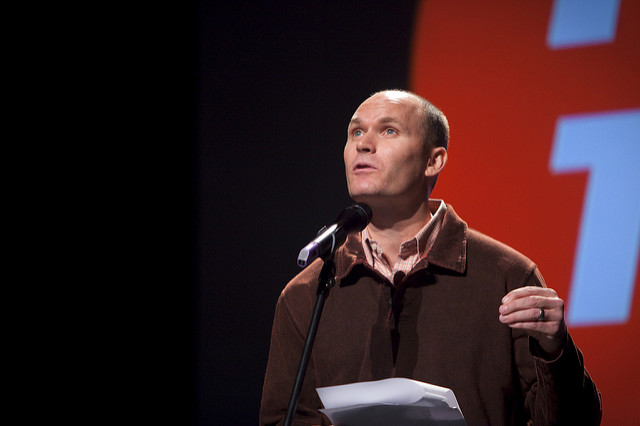
Anthony Doerr (* 1973)

- Doerr, August von (1846–1921), Genealoge, Heraldiker, Großgrundbesitzer und Landwirt
- Doerr, Bobby (1918–2017), US-amerikanischer Baseballspieler und -trainer
- Doerr, Carl Ludwig (1887–1954), deutscher Politiker (NSDAP), MdR und SA-Führer
- Doerr, Fritz (1858–1935), deutscher Lederfabrikant
- Doerr, Hans (1897–1960), deutscher Generalmajor, Militärattaché
- Doerr, Hans Wilhelm (* 1945), deutscher Virologe
- Doerr, Johann Baptist (1811–1892), Unternehmer im Großherzogtum Hessen
- Doerr, John (* 1951), US-amerikanischer ManagerJohn Doerr (* 1951)

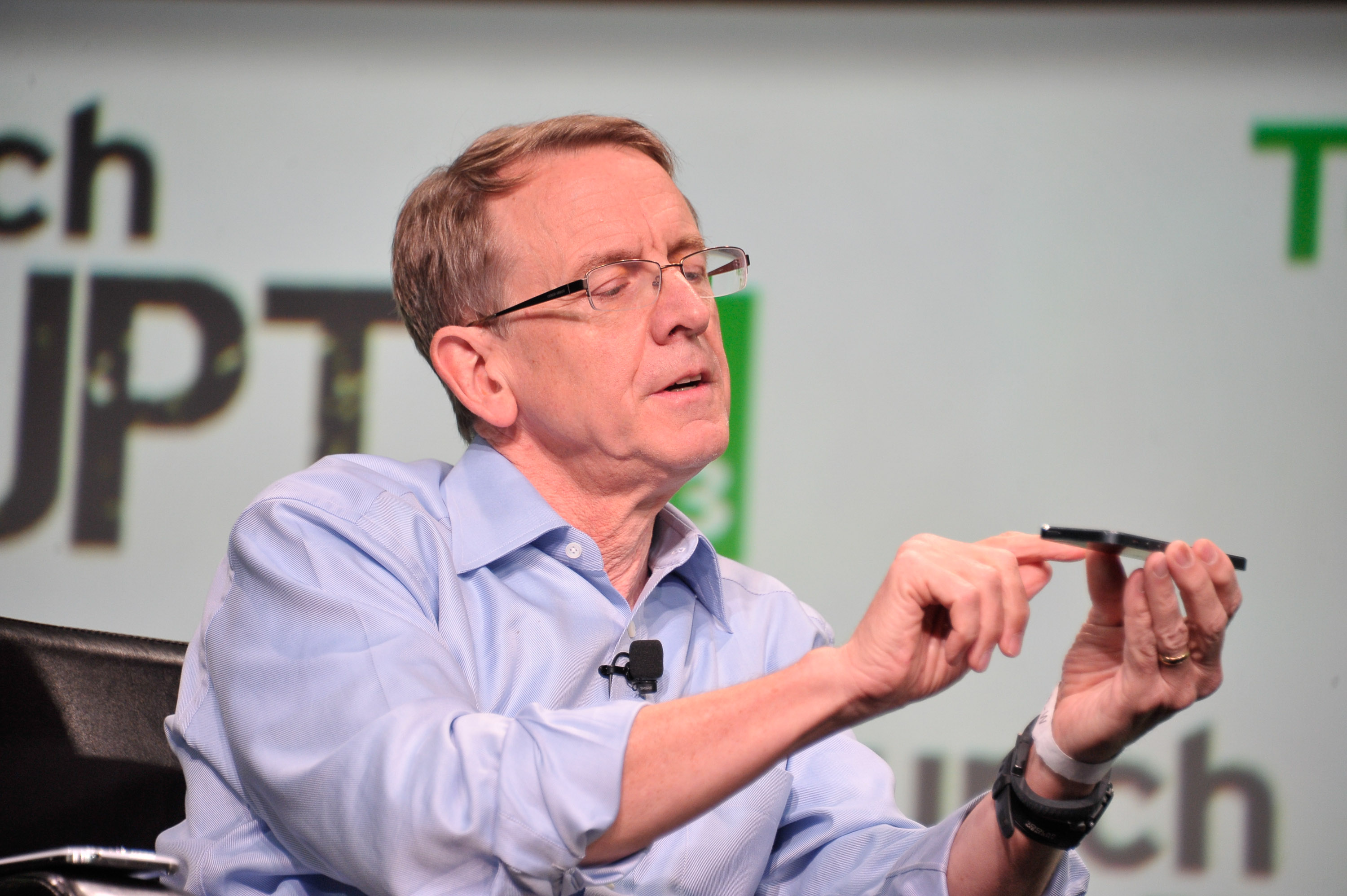
John Doerr (* 1951)

- Doerr, Josef (1914–1999), deutscher Maler und Organist
- Doerr, Karl (1809–1868), deutscher Richter
- Doerr, Karl (* 1898), deutscher Chefredakteur und Journalist in Weimar und Düsseldorf
- Doerr, Ludwig (1925–2015), deutscher Organist
- Doerr, Robert (1871–1952), österreichisch-schweizerischer Mediziner
- Doerr, Wilhelm (1914–1996), deutscher Ordinarius für Pathologie in West-Berlin, Kiel und Heidelberg
- Doerr-Niessner, Lore (1920–1983), deutsche Malerin und Bildhauerin
- Doerries, Reinhard R. (* 1934), deutscher Historiker
- Doerry, Gerd (1929–2013), deutscher Erziehungswissenschaftler
- Doerry, Kurt (1874–1947), deutscher Leichtathlet, Olympiateilnehmer und Sportjournalist
- Doerry, Martin (* 1955), deutscher JournalistMartin Doerry (* 1955)

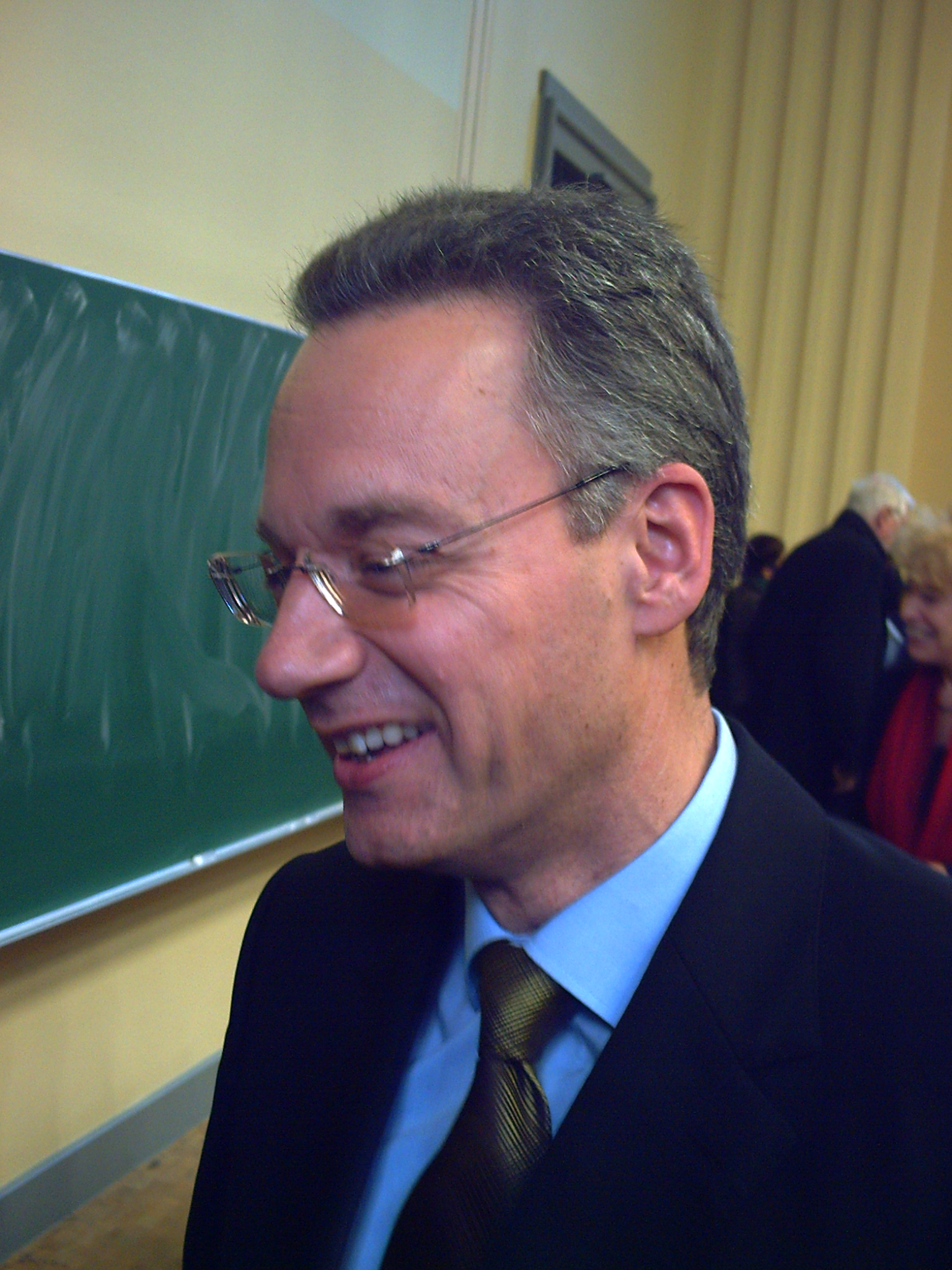
Martin Doerry (* 1955)

- Doerry, Walter (1880–1963), deutscher Schauspieler und Regisseur bei Bühne und Film
- Doerstling, Egon (1890–1965), deutscher General der Flieger im Zweiten Weltkrieg
- Doerstling, Emil (1859–1940), deutscher Maler
- Doerstling, Ernst (1855–1939), sächsischer Generalmajor
- Doertenbach, Georg Martin (1822–1891), württembergischer Bankier, Unternehmer und Politiker
- Doertenbach, Johann Georg (1795–1870), deutscher Unternehmer, Mitglied des Württembergischen Landtags
- Doertenbach, Johann Jakob (1575–1638), deutscher Geschäftsmann, Gründer der Calwer Zeughandlungskompagnie
- Doertenbach, Mose (1671–1737), deutscher Geschäftsmann

### Does
- Does de Willebois, Joseph van der (1816–1892), niederländischer Politiker und Außenminister
- Does de Willebois, Sophie van der (1891–1961), niederländische Keramikerin und Malerin
- Does, Badeloge Maurijnsdr. van der († 1412), niederländische Abtissin
- Does, Bram de (1934–2015), niederländischer Schriftentwerfer, Typograf und Buchgestalter
- Does, Jan van der (1545–1604), niederländischer Gelehrter, Dichter und Staatsmann
- Does, Johanna Adriaansdr. van der († 1574), niederländische Äbtissin
- Does, Machteld Maurijnsdr. van der († 1441), niederländische Abtissin
- Does, Pieter van der (1562–1599), niederländischer Admiral
- Doesburg, Lloyd (1960–1989), surinamisch-niederländischer Fußballtorhüter
- Doesburg, Nelly van (1899–1975), niederländische Pianistin und bildende Künstlerin
- Doesburg, Pim (1943–2020), niederländischer Fußballtorhüter
- Doesburg, Theo van (1883–1931), niederländischer Maler und KunsttheoretikerTheo van Doesburg (1883–1931)

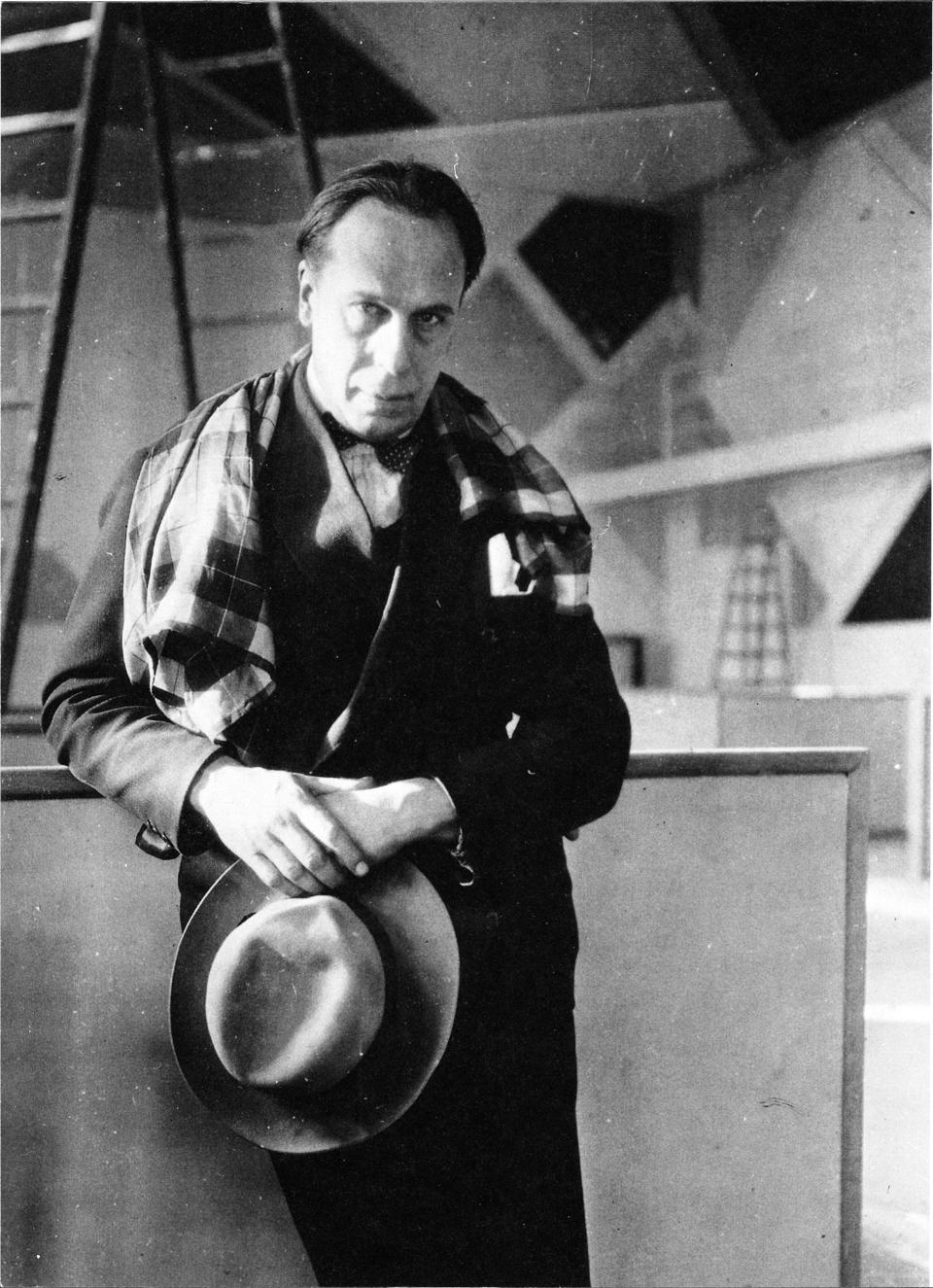
Theo van Doesburg (1883–1931)

- Doesburgh, Bracha van (* 1981), niederländische Schauspielerin und Modedesignerin
- Doescher, Ian (* 1977), US-amerikanischer Science-Fiction-Autor
- Doeschner, Herbert (1900–1976), deutscher Politiker (SPD), MdA
- Doëseb, Axali (1954–2023), namibischer Musiker, Dirigent und Komponist
- Doeselaar, Leo van (* 1954), niederländischer Organist, Pianist und Hochschullehrer

### Doet
- Doetinchem de Rande, Hermann von (1866–1932), preußischer Generalmajor
- Doetinchem de Rande, Ludwig von (1826–1899), preußischer Landrat und Geheimer Regierungsrat
- Doetinchem de Rande, Ludwig von (1864–1941), preußischer Regierungsdirektor und Landrat
- Doetinchem de Rande, Robert von (1829–1896), preußischer Generalmajor
- Doetinchem de Rande, Werner von (1860–1918), preußischer Landrat
- Doetkotte, Rainer (* 1969), deutscher Kommunalpolitiker (CDU)
- Doets, Kevin (* 1998), niederländischer Dartspieler
- Doetsch, Eduard Jakob (1812–1866), deutscher Jurist und Politiker
- Doetsch, Gustav (1892–1977), deutscher Mathematiker
- Doetsch, Hermann Jakob (1831–1895), Oberbürgermeister von Bonn
- Doetsch, Hermann Josef (1876–1957), deutscher Bürgermeister und Landrat des Landkreises Mayen (1945 bis 1948)
- Doetsch, Joachim (1935–2019), deutscher Fußballspieler
- Doetsch, Karl Heinrich (1910–2003), deutscher Flugbaumeister
- Doetsch, Patrick (* 1979), deutscher Stuntman und SchauspielerPatrick Doetsch (* 1979)

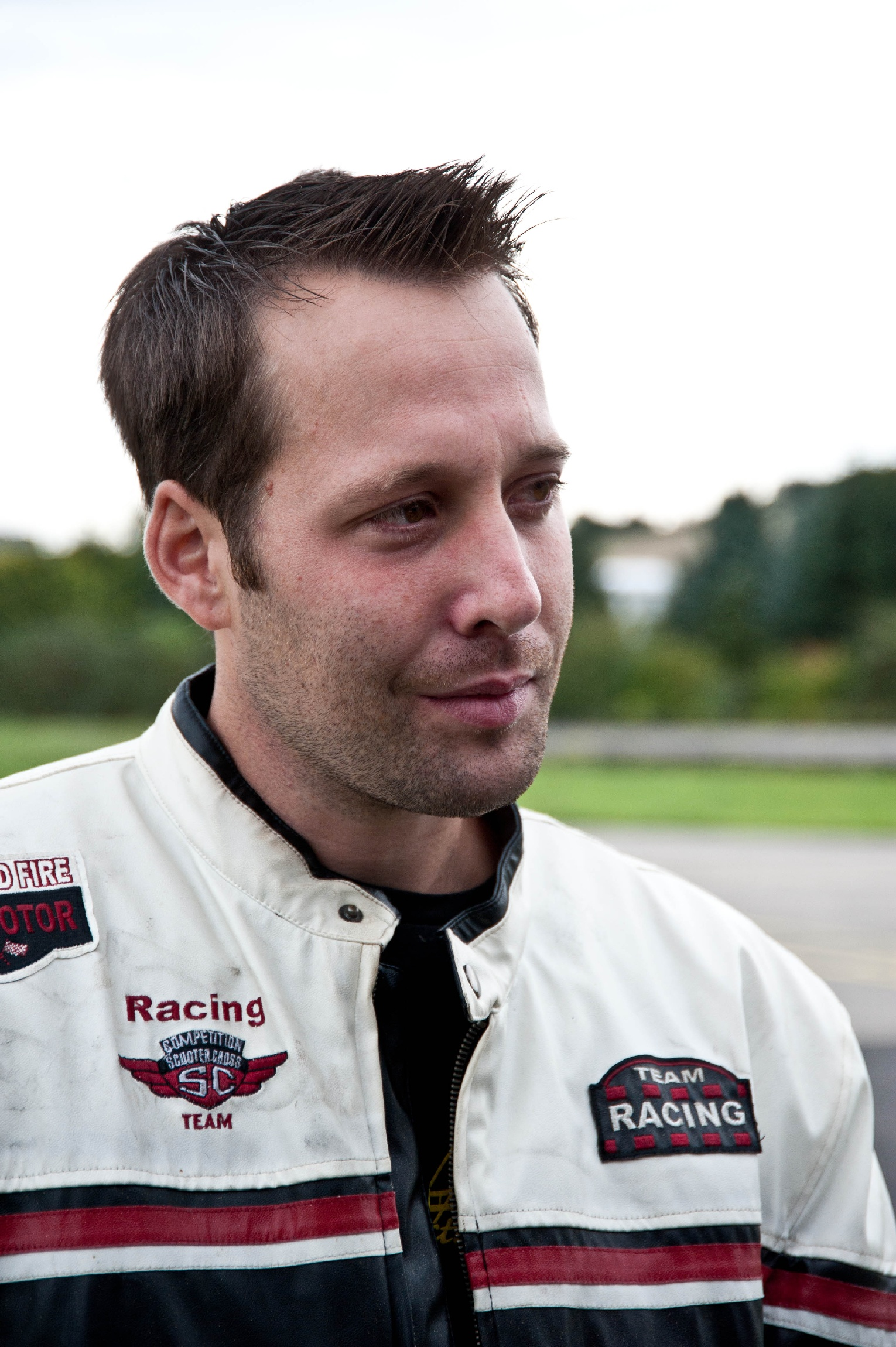
Patrick Doetsch (* 1979)

- Doetsch, Werner (1926–1992), deutscher Jurist und Verbandsfunktionär
- Doetsch-Benziger, Richard (1877–1958), Schweizer Apotheker, Unternehmer, Mäzen, Bücher- und Kunstsammler
- Doetz, Jürgen (* 1944), deutscher Pressesprecher und Geschäftsführer

### Doev
- Doeveren, Gualtherus van (1730–1783), niederländischer Mediziner

### Doey
- Doey, Jennifer (* 1965), kanadische Ruderin